# Citrus Park (Arizona)
Citrus Park è un census-designated place (CDP) degli Stati Uniti d'America, situato in Arizona, nella contea di Maricopa.